# Сен-Пьеруаз
«Сен-Пьеруаз» (фр. Saint-Pierroise) — реюньонский футбольный клуб из Сен-Пьера. Выступает в чемпионате Реюньона. Домашней ареной клуба является стадион Мишель Вольне, вместимостью 8 тысяч зрителей. Клубные цвета — чёрный и белый.

## История
Футбольный клуб «Сен-Пьеруаз» основан в 1950 году в результате объединения команд «Экуип Популаре», «Этуаль дю Сюд» и «Олимпик».
Впервые успеха в чемпионате Реюньона команда добилась в 1956 году. С тех пор «Сен-Пьеруаз» завоевал в общей сложности 21 титул, установив рекорд турнира по количеству побед. В Кубке Реюньона команда побеждала 13 раз и 9 раз играла в финале. Также «Сен-Пьеруаз» 7 раз побеждал в местном розыгрыше, позволяющем выступить команде в Кубке Франции.
Клуб неоднократно участвовал в Кубке заморского департамента Франции, где имел победы в 1990, 1991 и 1995 годах.
Дебют команды в Кубке Франции состоялся в 1971 году, где реюньонский «Сен-Пьеруаз» уступил в шестом раунде «Эперне» (1:2). В сезоне 1989/90 команда сумела пройти «Ле-Ман» из третьего по силе французского дивизиона, но выбыла после поражения от «Клермона» (1:2). Наилучший результат в рамках Кубка Франции команда показала в сезоне 2020/21, сумев выйти в 1/16 финала, чего не удавалось сделать представителям заморских территорий в течение 31 года. Под руководством Кристиана Дафревиля «Сен-Пьеруаз» оказался сильнее клуба Лиги 2 «Ньор». В 1/16 финала клуб встретился с «Эпиналем», которому уступил с минимальным счётом в дополнительное время 0:1.
На всеафриканском уровне клуб дебютировал в 1994 году в рамках Африканского Кубка чемпионов, где вначале прошёл свазилендский «Мбабане Своллоуз», а затем вылетел от клуба «Коста-ду-Соль» из Мозамбика. В последний раз реюньонский коллектив должен был выступить на подобном уровне в 2007 году в Лиге чемпионов КАФ, но снялся с турнира перед игрой против мозамбикского «Мапуту».
Команда участвовал в турнире «Блэк Старс» 1996 года в Париже, где обыграла сборную Мали (2:1), а в финале уступила португальскому клубу «Оливейренсе» (0:2). В 2016 году клуб должен был сыграть против мадагаскарского «КНаПС Спорт» в финале Кубка чемпионов Индийского океана, но матч не состоялся.
В составе команды в конце своей футбольной карьеры играли Роже Милла, Жан-Пьер Папен и Джибриль Сиссе. Начинал свою карьеру в «Сен-Пьеруаз» Димитри Пайет, выступавший в дальнейшем за сборную Франции. Воспитанником команды является Флоран Синама-Понголь, известный по выступлениям за «Ливерпуль». За сборную Реюньона играл Жан-Мишель Фонтен, которому принадлежит рекорд страны по количеству матчей и голов в составе островной команды.
Тренерами команды в разные годы являлись такие французские специалисты как Виктор Звунка и Ноэль Тоси.

## Достижения
- Чемпион Реюньона (21): 1956, 1957, 1959, 1960, 1961, 1971, 1972, 1973, 1975, 1976, 1978, 1989, 1990, 1993, 1994, 2008, 2015, 2016, 2017, 2018, 2019
- Победитель Кубка Реюньона (12): 1959, 1962, 1971, 1980, 1984, 1989, 1992, 1993, 1994, 2018, 2019, 2022
- Победитель Кубка заморского департамента Франции (3): 1990, 1991, 1995

## Последние результаты
| Сезон   | Див. | Место | Кубок Реюньона | Кубок Франции |      | Сезон | Див. | Место       | Кубок Реюньона | Кубок Франции |
| ------- | ---- | ----- | -------------- | ------------- | ---- | ----- | ---- | ----------- | -------------- | ------------- |
| 2010    | I    | 9     | 1/8 финала     | 1/8 финала    | 2018 | I     | 1    | Победитель  | 1/4 финала     |               |
| 2011    | I    | 7     | 1/4 финала     | Финалист      | 2019 | I     | 1    | Победитель  | Победитель     |               |
| 2012    | I    | 4     | 1/4 финала     | 1/2 финала    | 2020 | I     | 3    | 1/16 финала | Победитель     |               |
| 2013    | I    | 4     | Финалист       | 1/8 финала    | 2021 | I     | 2    |             | 1/2 финала     |               |
| 2014    | I    | 3     | 1/2 финала     | 1/2 финала    | 2022 | I     | 2    | Победитель  | Финалист       |               |
| 2015    | I    | 1     | Финалист       | 1/2 финала    | 2023 | I     | 2    | Победитель  | 1/2 финала     |               |
| 2016/17 | I    | 1     | 1/4 финала     | Победитель    | 2024 | I     |      |             |                |               |
| 2017    | I    | 1     |                | Финалист      | 2025 | I     |      |             |                |               |

## Континентальный турнир
| Сезон | Турнир                      | Этап   | Соперник             | Дома      | Гости     | Общий     |
| ----- | --------------------------- | ------ | -------------------- | --------- | --------- | --------- |
| 1994  | Африканский Кубок чемпионов | предв. | Мбабане Своллоуз     | 4-0       | 2-2       | 6-2       |
| 1994  | Африканский Кубок чемпионов | первый | Коста-ду-Соль        | 3-2       | 0-2       | 3-4       |
| 1995  | Африканский Кубок чемпионов | первый | Лесото Дефенс Форс   | 4-0       | 2-2       | 6-2       |
| 1995  | Африканский Кубок чемпионов | второй | Исмаили              | 1-3       | 0-5       | 1-8       |
| 1997  | Лига чемпионов КАФ          | первый | Санрайз Флак Юнайтед | 3-0       | 0-1       | 3-1       |
| 1997  | Лига чемпионов КАФ          | второй | Клуб Африкен         | 0-5       | 1-6       | 1-11      |
| 2002  | Кубок КАФ                   | первый | Адема                | 2-1       | 0-1       | 2-2 (в/г) |
| 2007  | Лига чемпионов КАФ          | предв. | Мапуту               | тех. пор. | тех. пор. | тех. пор. |